# Epicypta bapianensis
Epicypta bapianensis är en tvåvingeart som beskrevs av Lane 1951. Epicypta bapianensis ingår i släktet Epicypta och familjen svampmyggor. Inga underarter finns listade i Catalogue of Life.